# Chaske Spencer
Chaske Spencer (Tahlequah, 9 maart 1975) is een Amerikaanse acteur.

## Biografie
Spencer werd geboren in Tahlequah in een gezin van drie kinderen, en groeide op in Montana, Kooskia, Lapwai en Lewiston (Idaho). Spencer stamt af van Lakota, Nez Percé, Cherokee, Fransen en Nederlanders. Hij doorliep de high school aan de Clearwater Valley High School in Kooskia waar hij in 1994 zijn diploma haalde. Hierna studeerde hij verder aan de Lewis–Clark State College in Lewiston, maar stopte al na een jaar met de studie voor zijn acteercarrière. Tijdens zijn schooltijd begon hij met het acteren aan lokale theaters.
Spencer begon in 2002 met acteren voor televisie in de film Skins, waarna hij nog meerdere rollen speelde in films en televisieseries.

## Filmografie

### Films
Uitgezonderd korte films.
- 2025 Park Avenue - als Anders
- 2021 Wild Indian - als Teddo
- 2017 Scalped - als sheriff in Falls Down
- 2017 Woman Walks Ahead - als Chaska
- 2015 Addiction: A 60's Love Story - als Rick Barone
- 2015 Touched with Fire - als baas van Marco
- 2014 The Jingle Dress - als John Red Elk
- 2014 Desert Cathedral - als Duran Palouse
- 2013 Winter in the Blood - als Virgil First Raise
- 2012 The Frontier - als Eli
- 2012 The Twilight Saga: Breaking Dawn Part 2 - als Sam Uley
- 2011 Shouting Secrets - als Wesley
- 2011 The Twilight Saga: Breaking Dawn Part 1 - als Sam Uley
- 2010 The Twilight Saga: Eclipse - als Sam Uley
- 2009 The Twilight Saga: New Moon - als Sam Uley
- 2003 DreamKeeper - als Eagle Boy
- 2002 Skins - als tiener Rudy

### Televisieseries
Uitgezonderd eenmalige gastrollen.
- 2024 Teacup - als Ruben Shanley - 8 afl.
- 2024 Echo - als Henry Black Crow Lopez - 5 afl.
- 2022 The English - als Eli Whipp - 6 afl.
- 2019-2020 Blindspot - als Dominic Masters - 9 afl.
- 2020 Barkskins - als Sachem - 5 afl.
- 2019 Jessica Jones - als Jace Montero - 2 afl.
- 2017-2018 Sneaky Pete - als Chayton Dockery - 8 afl.
- 2017 Longmire - als Micah Dawson - 2 afl.
- 2015-2016 Banshee - als Billy Raven - 8 afl.

- Gemeinsame Normdatei: 1177091984
- International Standard Name Identifier: 0000 0000 4841 0325
- Library of Congress Control Number: no2005105624
- Virtual International Authority File: 21883732
- WorldCat: E39PBJmtyf3mCqWYBbXgrrdmh3